# Immunoprécipitation
 (janvier 2010).
Si vous disposez d'ouvrages ou d'articles de référence ou si vous connaissez des sites web de qualité traitant du thème abordé ici, merci de compléter l'article en donnant les références utiles à sa vérifiabilité et en les liant à la section « Notes et références ».
Pour les articles homonymes, voir Précipitation.
L'immunoprécipitation (IP) est la technique qui permet la précipitation d'un antigène (protéine) en solution par un anticorps qui agglutine spécifiquement une protéine particulière. On l'utilise pour isoler et concentrer une protéine précise parmi des milliers d'autres. L'immunoprécipitation impose que l'anticorps soit lié à un substrat solide à certaines étapes du traitement.

## Diverses immunoprécipitations

### Immunoprécipitation d'une protéine
L'immunoprécipitation permet l'isolement d'une protéine dans une solution en contenant beaucoup d'autres. Il peut s'agir d'un lysat brut de tissus biologiques végétaux ou animaux, de fluides corporels ou d'autres produits aqueux d'origine biologique.

### Immunoprécipitation d'un complexe de protéines (co-IP)
L'immunoprécipitation d'un complexe de protéines repose sur la sélection d'un anticorps correspondant à une protéine qu'on suppose faire partie du complexe. L'agglutination de cette protéine rend en principe possible l'extraction de tout le complexe auquel elle appartient, et donc l'identification des autres protéines qui le composent. Il faut pour cela que les protéines soient suffisamment liées pour que l'extraction de l'une d'entre elles entraîne l'ensemble du groupe sans provoquer sa dissociation. Cette technique est souvent utilisée en biologie moléculaire pour analyser les interactions protéine-protéine.
Plusieurs précipitations avec différents anticorps sont souvent nécessaires pour identifier les différentes protéines d'un complexe. En effet, un anticorps sélectionne souvent une sous–population des protéines recherchées selon la visibilité de l'épitope, ne « voyant » pas les protéines du complexe dont l'épitope est masqué. Ceci se vérifie par le fait qu'un anticorps précipite le plus souvent moins de la moitié des protéines cibles, même s'il est en net excès dans la solution. De plus, une première immunoprécipitation permet souvent d'identifier de nouvelles protéines du complexe étudié. L'expérimentateur va alors choisir des anticorps spécifiques des nouvelles protéines trouvées et va répéter l'ensemble de la manipulation qui doit révéler d'autres protéines du complexe. En répétant l'opération, le nombre de protéines trouvées continuera d'augmenter. Les différentes protéines identifiées peuvent ne pas exister toutes ensemble dans un seul complexe, mais être des protéines qui interagissent entre elles à différents moments, pour différentes raisons. Enfin, la répétition de la manipulation à la recherche de nouvelles protéines permet aussi d'opérer un contrôle des résultats : chaque précipitation doit permettre de trouver, à la fois, la protéine de départ, celles qui ont été trouvées dans les précipitations précédentes, et éventuellement, de nouvelles protéines. L'expérimentateur peut ainsi s'assurer de la validité de ses conclusions. Si une protéine particulière n'apparaît que lorsqu'on la cible spécifiquement, et pas lorsqu'on cible les autres protéines, se pose la question de la réalité de son appartenance au complexe.

### Immunoprécipitation de chromatine
L'immunoprécipitation de la chromatine est une méthode qui permet de déterminer les sites de liaison de l'ADN sur le génome pour une protéine particulière et donne accès à une représentation des interactions protéine–ADN qui ont lieu dans le noyau de la cellule vivante ou dans les tissus. La mise en œuvre in vivo de cette méthode est bien différente de celles qui sont généralement utilisées.
Le principe à la base de ce procédé est que les protéines qui se lient à l'ADN (y compris les facteurs de transcription et les histones) peuvent être réticulées avec l'ADN auquel elles sont liées. En employant un anticorps spécifique d'une protéine présumée liée à l'ADN, on peut faire une immunoprécipitation du complexe protéine–ADN du lysat cellulaire. La réticulation s'obtient souvent par l'action du formaldéhyde sur les cellules (ou les tissus), encore qu'il soit parfois plus intéressant d'utiliser un réactif plus approprié comme le DTBP (peroxyde de di-tert-butyle). Après la réticulation, les cellules sont lysées et l'ADN est scindé en morceaux de 0,2 à 1 kb (kilobase) de longueur à l'aide d'un bain à ultrasons. À ce stade, on procède à l'immunoprécipitation pour obtenir des complexes protéine–ADN purifiés. Ces complexes purifiés sont alors chauffés pour annuler la réticulation par le formaldéhyde et l'ADN peut être séparé des protéines. L'identification et le dénombrement des fragments d'ADN peuvent être obtenus par réaction en chaîne par polymérase (PCR). Une des limites de l'utilisation de la PCR sur des fragments isolés est qu'il faut avoir une idée de la région du génome qui a été ciblée pour pouvoir générer les bonnes amorces par PCR. Cette limite est facilement contournable en clonant l'ADN du génome isolé dans un vecteur plasmidique et en utilisant ensuite des amorces spécifiques de la zone de clonage de ce vecteur. En revanche, quand on veut déterminer où la protéine est liée sur un génome à grande échelle, on peut utiliser une puce à ADN (Chip on chip) qui permet la détermination du cistrome. De la même manière, le chip–sequencing, une technologie nouvelle, permet de localiser les sites de liaison à cadence élevée, ce qui est très rentable sur le plan du coût.

### Immunoprécipitation d'ARN
Assez semblable à l'immunoprécipitation de la chromatine, l'immunoprécipitation de l'ARN concerne les protéines liées à l'ARN au lieu de celles liées à l'ADN. L'immunoprécipitation de l'ARN est aussi une technique in vivo dans laquelle on utilise également le formaldéhyde pour créer des réticulations entre l'ARN et les protéines liées à l'ARN. Ensuite, les cellules sont lysées et on procède à l'immunoprécipitation avec un anticorps adapté à la protéine que l'on souhaite étudier. En isolant la protéine, l'ARN sera également isolé puisqu'il est lié à la molécule par réticulation. Le complexe protéine–ARN purifié peut-être séparé par destruction de la réticulation, et l'identification de l'ARN peut-être obtenue par séquençage de l'ADN ou RT-PCR (reverse transcription polymerase chain reaction).

### Protéines marquées par des étiquettes
Un des problèmes majeurs de l'immunoprécipitation est la difficulté de disposer d'anticorps spécifiques à une seule protéine. Pour contourner cet obstacle, plusieurs équipes de recherche ont mis au point des techniques de marquage soit de l'atome de carbone (C), soit de l'atome d'azote (N), terminal de la protéine étudiée. Un des avantages du procédé est qu'une seule étiquette peut permettre la précipitation de protéines différentes avec le même anticorps. L'intérêt de cette méthode est tel qu'elle a supplanté les autres techniques d'immunoprécipitation, y compris celles décrites ci-dessus. Parmi les étiquettes le plus couramment utilisées, on peut citer la protéine fluorescente verte, le glutathion-S-transférase (GST) et le Flag-tag.

Alors que la méthode de l'étiquette convient tout à fait pour permettre des dépliages, elle introduit quelques difficultés en ce qui concerne la pertinence biologique parce que l'étiquette peut occulter des interactions naissantes ou, à l'inverse, induire des réactions anormales.

## Différentes méthodes
Les deux méthodes les plus courantes pour l'immunoprécipitation sont la « capture directe » et la « capture indirecte ».

### Capture directe
Les anticorps spécifiques d'une certaine protéine (ou d'un groupe de protéines) sont immobilisés sur un substrat en phase solide comme des billes superparamagnétiques microscopiques ou des billes d'agarose microscopiques (non–magnétiques). Les billes et les anticorps sont alors ajoutées au mélange de protéines, et les protéines correspondant aux anticorps sont capturées, via les anticorps, sur les billes (c'est-à-dire « immunoprécipitées »).

### Capture indirecte
Les anticorps spécifiques d'une certaine protéine, ou d'un groupe de protéines, sont ajoutés directement au mélange de protéines. Les anticorps n'ont pas encore été attachés à un support en phase solide et restent donc libres de flotter dans le mélange de protéines pour aller se fixer sur leurs « cibles ». Au fur et à mesure, on ajoute les billes enrobées de protéines A/G au mélange d'anticorps et de protéines. À ce stade, les anticorps qui sont maintenant liés aux protéines qui leur correspondent vont s'agglutiner sur les billes.

À partir de cette étape, les méthodes par capture directe et indirecte se rejoignent car nous sommes en présence de mélanges contenant les mêmes ingrédients. Les deux protocoles donnent finalement les mêmes résultats avec des protéines, ou des complexes de protéines, liées aux anticorps, eux-mêmes fixés sur les billes.

### Sélection
Parfois, on privilégie l'approche indirecte lorsque, soit la concentration de la protéine étudiée, soit l'affinité spécifique de l'anticorps utilisé, sont faibles. La méthode indirecte est aussi appréciable lorsque la vitesse de liaison de l'anticorps et de la protéine est lente. À ces exceptions près, la méthode directe est le meilleur choix dans la plupart des cas.

## Progrès technologiques

### Agarose
Historiquement, le support en phase solide le plus couramment utilisé par les scientifiques est constitué de billes d'agarose extrêmement poreuses. L'avantage de cette technique est sa très forte capacité de couplage par la quasi-totalité de la structure en forme d'éponge de la bille d'agarose qui est disponible pour lier les anticorps qui, à leur tour, se lieront aux protéines à étudier. Ce très haut pouvoir de couplage doit être précisément équilibré par la quantité d'anticorps que l'expérimentateur va utiliser pour enrober les billes d'agarose. Comme les anticorps sont coûteux, il vaut mieux procéder à l'envers et déterminer d'abord la quantité de protéines que l'on veut étudier (selon le type d'expérience conduit) et de calculer ensuite la quantité d'anticorps nécessaire, avec un léger excès, car les anticorps ne sont pas absolument tous actifs. Il faut aussi déterminer la quantité exacte d'agarose à mettre en œuvre pour capturer les anticorps, et pas plus. Dans l'éventualité où le coût des anticorps est sans importance, cette technologie devient inadaptée en raison de sa capacité à capturer de très grandes quantités de protéines. Son principal intérêt se transformant alors en inconvénient. Le problème apparaît lorsque de grandes quantités de billes d'agarose ne sont pas entièrement saturées par les anticorps. Il arrive souvent que la masse d'anticorps disponible pour une immunoprécipitation soit inférieure à celle qui serait nécessaire pour saturer la totalité des billes d'agarose. Dans ce cas l'expérimentateur terminera sa manipulation avec des billes d'agarose qui n'auront pas été enrobées par des anticorps, et qui, par conséquent, seront susceptibles de se lier avec « n'importe quoi ». On aura donc un nombre important de protéines non spécifiques liées aux billes ce qui introduira un bruit de fond élevé rendant difficile l'interprétation des résultats. Pour ces raisons il vaut mieux adapter avec précision la quantité d'agarose nécessaire (du point de vue du pouvoir de liaison) à la quantité d'anticorps que l'on veut voir se lier au cours de l'immunoprécipitation.

#### Présélection
Dans la plupart des cas, il est recommandé d'introduire dans le processus une étape supplémentaire au début de chaque immunoprécipitation : la présélection (voir l'étape 2 de la section « Mode opératoire » ci–dessous). La présélection consiste à introduire des billes d'agarose non enrobées au mélange de protéines pour lier les protéines non spécifiques qui restent libres dans la solution. Les billes introduites pour la présélection seront éliminées après une période d'incubation convenable. Par cette manipulation, on essaie d'extraire du mélange de protéines les billes d'agarose liées à des protéines non spécifiques si bien que lorsque l'on ajoutera les billes enrobées d'anticorps, le nombre de liaisons non spécifiques sera réduit.

### Billes superparamagnétiques
On peut également utiliser comme support des billes superparamagnétiques de tailles et de caractéristiques uniformes qui présentent un certain nombre d'avantages par rapport aux billes d'agar–agar polydispersées. Un de ces avantages est leur capacité à se lier avec des complexes de protéines de très grande dimension avec une absence totale de limite,,. Ceci est dû aux différences inhérentes à chaque technique. Là où les billes d'agar–agar ont une porosité d'éponge et ont des tailles différentes, les billes magnétiques sont petites, solides, sphériques et de taille uniforme (dans le cas de billes monodispersées). Étant donné que le pouvoir de liaison des anticorps est uniquement situé à la surface solide des billes, la totalité du couplage des protéines se fera à la surface éliminant, du coup, toute limite supérieure de taille. Ceci doit être mis en regard avec les billes d'agar–agar qui ont un pouvoir de couplage important mais ne peuvent pas lier des complexes de protéines de grande taille à l'intérieur des pores microscopiques de la bille. Une autre caractéristique du couplage limité à la surface réside dans la vitesse de couplage,, car les complexes de protéines n'ont pas à pénétrer à l'intérieur des pores pour se lier.
Un inconvénient potentiel lié à la technique des billes magnétiques et qu'elles ne peuvent pas rivaliser, du point de vue du pouvoir de couplage, avec les billes d'agar–agar, comme cela a été évoqué ci–dessus. Encore que ceci peut être un inconvénient ou un avantage selon que l'utilisateur de l'agar–agar souhaite ou non ajouter suffisamment d'anticorps pour saturer le pouvoir de couplage des billes. Si on ne met pas en œuvre l'énorme quantité d'anticorps nécessaire pour obtenir ce résultat, les billes restantes pourront se lier à des peptides ou des protéines non spécifiques conduisant à des résultats difficiles à interpréter.
Chez certains fabricants, le coût des billes magnétiques est très compétitif par rapport à celui de l'agar–agar. Un calcul sommaire classique comparant les coûts respectifs des deux méthodes peut donner les billes magnétiques comme plus onéreuses, mais ceci est souvent le résultat d'un calcul erroné. Cette erreur vient de ce qu'on divise la capacité de couplage (qui est très importante avec l'agar–agar) par le coût du produit. En effet dans ce type de raisonnement on tient compte de la quantité de billes d'agar–agar théoriquement nécessaire, et non pas de celle, en large excès, qui est utilisée en réalité en immunoprécipitation. Au cours de la manipulation, l'usage des billes d'agar–agar nécessite la mise en œuvre d'une quantité minimale pour chaque immunoprécipitation. Ceci parce que les billes d'agar–agar doivent être concentrées par centrifugation dans le culot du tube et le liquide surnageant éliminé après chaque période d'incubation, chaque lavage, etc. Il y a donc une limite physique absolue car en–deçà d'une certaine quantité de billes d'agar–agar il est impossible de les identifier dans le culot du tube. Ce minimum de matière à mettre en œuvre a évidemment une incidence importante dans le calcul du prix de revient, si bien que les billes magnétiques peuvent rivaliser avec les billes d'agar–agar, d'autant plus qu'il est possible d'adapter exactement leur quantité à la quantité d'anticorps.
Quelques utilisateurs de billes magnétiques ont remarqué un problème avec les billes magnétiques de certains fabricants dont une partie (avec les protéines qui les recouvrent) ne migrait pas vers l'aimant au cours de l'immunoprécipitation. Ce problème connu avec les billes polydispersées de quelques fournisseurs ne se présente pas avec des billes monodispersées uniformes puisque leurs propriétés sont toutes semblables.
La capacité de couplage des billes magnétiques globalement assez faible permet plus facilement de faire correspondre la quantité d'anticorps nécessaire avec le pouvoir de couplage global ce qui diminue considérablement les liaisons avec des éléments non–spécifiques et, par conséquent, les fausses réponses positives. L'augmentation de la vitesse de réaction au cours de l'immunoprécipitation en utilisant les billes magnétiques permet un meilleur rendement avec les complexes de protéines labiles (instables),, en raison de la réduction de la durée du processus et du nombre de manipulations diminuant ainsi le stress physique de l'échantillon et son temps d'exposition aux protéases ce qui contribue à augmenter le rendement, pour ce qui est des protéines identifiées, dans les complexes quand on réalise l'immunoprécipitation sur des complexes de protéines. L'immunoprécipitation par la technique des billes d'agar–agar peut également être accélérée par l'utilisation de petites colonnes à centrifuger pour contenir la résine d'agar–agar, et en prélevant rapidement les éléments non liés ou en « lavant » la solution après une brève centrifugation.

## Mode opératoire

### Vue d'ensemble
Une fois que le support solide a été choisi, les anticorps sont liés aux billes et les billes enrobées d'anticorps sont introduites dans un échantillon mélangé de protéines. À ce stade, les anticorps qui sont collés aux billes vont se lier aux protéines qui sont reconnues spécifiquement. L'immunoprécipitation proprement dite est alors terminée : les protéines que l'on cherchait à isoler sont collées aux anticorps qui sont eux–mêmes collés aux billes. La seule chose qui reste à faire est de séparer physiquement les billes (avec les anticorps et les protéines liés) du reste de l'échantillon, ensuite les billes seront lavées pour éliminer les protéines non spécifiques.
Avec les billes superparamagnétiques, l'échantillon est placé dans un champ magnétique, ainsi les billes se rassemblent sur les bords du tube. Ce processus prend environ 30 secondes et le liquide restant non désiré est prélevé à la pipette. Les lavages s'effectuent en remettant les billes en suspension hors du champ magnétique, puis les billes sont à nouveau rassemblées sur les bords du tube dans le champ magnétique. On répète cette étape du lavage pour s'assurer de l'élimination des éléments indésirables. Si les billes sont uniformes en taille et l'aimant conçu convenablement, les billes se rassemblent uniformément sur les bords du tube et la solution de lavage pourra être enlevée en totalité.
Lorsqu'on travaille avec des billes d'agar–agar les billes doivent être extraites de l'échantillon et agglomérées au cours d'une rapide centrifugation de l'ordre de 600 à 3 000 g (le « g » est une unité d'accélération). Cette étape peut-être réalisée dans un microtube à centrifuger classique, mais pour aller plus vite et pour être plus efficace on préfère souvent employer une colonne à centrifuger dont la taille des pores laisse passer le liquide mais retient les billes. En fin de centrifugation, les billes agglomérées forment une mince pellicule dans le fond du tube. La partie surnageant contenant les éléments non désirés peut alors être ôtée avec précaution pour ne pas mélanger les billes d'agar–agar. La solution tampon peut alors être additionnée, mélangée, et les billes sont à nouveau agglomérées par centrifugation.
À la suite de la première capture des protéines ou du complexe de protéines étudiés, quelle que soit la nature des billes utilisées, le support solide est lavé à plusieurs reprises pour éliminer toutes les protéines non spécifiques et celles qui sont mal liées au support par l'intermédiaire de l'anticorps. Après les différentes phases de lavage, les protéines précipitées sont éluées et analysées selon la méthode de l'électrophorèse sur gel, de la spectrométrie de masse ou du western blot, ou par de nombreuses autres méthodes permettant d'identifier les constituants du complexe. Si bien que la co–immunoprécipitation s'impose comme la méthode standard pour évaluer les interactions protéine–protéine.
La durée du processus d'immunoprécipitation varie dans une large mesure en raison de nombreux facteurs. La durée augmente, par exemple, avec le nombre de lavages nécessaires ou encore si la vitesse de réaction sur les bille poreuses est faible. La grande majorité des immunoprécipitations s'effectue avec des billes d'agar–agar; l'usage des billes magnétiques est beaucoup plus récent et commence seulement à gagner en popularité.

### Différentes étapes
1. Lyser les cellules et préparer l'échantillon pour l'immunoprécipitation ;
2. faire une présélection en faisant passer l'échantillon sur des billes non enrobées d'anticorps pour absorber les protéines qui ne sont pas spécifiquement liées aux billes ;
3. incuber la solution avec des anticorps spécifiques des protéines étudiées. Les anticorps peuvent être, soit liés au support solide avant cette étape, c'est la méthode directe, soit après, c'est la méthode indirecte. Poursuivre l'incubation pour permettre aux complexes anticorps–antigène de se former ;
4. précipiter le complexe étudié et l'extraire du substrat ;
5. laver plusieurs fois le complexe. Effectuer une centrifugation entre chaque lavage, ou placer le tube sur un aimant dans le cas de billes superparamagnétiques, et ôter la partie surnageante. Après le dernier lavage, retirer le plus de surnageant possible ;
6. éluer les protéines du support solide avec un tampon de faible pH ou du laurylsulfate de sodium ;
7. faire l'analyse des complexes ou des antigènes étudiés. Il existe différentes manières de procéder :
  1. électrophorèse sur gel de polyacrylamide en présence de dodécylsulfate de sodium suivi d'une coloration du gel ;
  2. électrophorèse sur gel de polyacrylamide en présence de dodécylsulfate de sodium suivi d'une coloration du gel, puis découpage des bandes de protéines colorées une à une et séquençage des protéines sur les bandes par spectrométrie de masse – désorption-ionisation laser assistée par matrice ;
  3. transfert et western blot par l'utilisation d'un autre anticorps pour les protéines ayant interagi avec l'antigène, puis détection par chimiluminescence.